# فعالیت فراطبیعی ۳
فعالیت فراطبیعی ۳ (به انگلیسی: Paranormal Activity 3) یک فیلم در ژانر تصاویر پیدا شده و ترسناک است که در مجموع سومین قسمت از سری فیلم‌های ترسناکِ فعالیت فراطبیعی محسوب می‌شود. این فیلم در سال ۲۰۱۱ میلادی منتشر شد.
این فیلم دنبالهٔ فعالیت فراطبیعی و فعالیت فراطبیعی ۲ است.

## داستان
در سال ۲۰۰۵، کیتی جعبه ای از فیلم‌های قدیمی را به خواهر باردار خود کریستی و همسرش دانیل تحویل داد، که فیلم‌های کیتی و کریستی جوان را به همراه مادرشان، جولی و دوست پسرش دنیس نگه می‌دارد. یک سال بعد، خانه کریستی و دانیل غارت می‌شود و نوارها از بین می‌روند.
در سال ۱۹۸۸، کیتی جوان و کریستی با مادرشان جولی و دوست پسرش دنیس زندگی می‌کنند. دنیس متوجه می‌شود که از زمان ظهور دوست خیالی کریستی «توبی»، اتفاقات عجیبی در اطراف خانه رخ داده‌است. دنیس و جولی تلاش می‌کنند یک نوار جنسی بسازند، اما در اثر زلزله قطع می‌شوند. این دوربین سقوط گرد و غبار از سقف را نشان می‌دهد و بر روی یک چهره نامرئی در اتاق فرود می‌آید…

## دنباله
در ژانویه ۲۰۱۲، پارامونت اعلام کرد که یک چهارمین فیلم در حق رای دادن خواهد بود. این قرار بود توسط هنری جوست و آریل شولمن کارگردانان فیلم سوم کارگردانی شود. فیلمبرداری از اواخر ژوئن آغاز شد. این فیلم با نام فعالیت فراطبیعی ۴ در ۱۹ اکتبر ۲۰۱۲ منتشر شد. در تاریخ ۱ اوت ۲۰۱۲، اولین تریلر که این فیلم را با برچسب عنوان «همه فعالیت‌ها به این نتیجه رسیده‌است» منتشر شد.